# Hoover-Drive
Der Hoover-Drive war eine vom 19. Dezember 1920 bis zum 1. April 1921 zugunsten des Rates für das Europäische Hilfswerk (European Relief Council) in den USA durchgeführte Sammelaktion. Initiator war der spätere US-Präsident Herbert C. Hoover.
Ziel des European Relief Council war eine Verbesserung der Ernährungssituation von Kindern im Nachkriegs-Europa, eine finanzielle Grundlage von 33 Millionen Dollar hielt man für die geplanten Maßnahmen für angebracht, 29,5 Mio. kamen schließlich zusammen – was ausreichte, da sich ein Preisverfall für Lebensmittel ergeben hatte. Bis zu diesem Zeitpunkt war der Hoover-Drive die größte in den USA jemals durchgeführte Sammlung zugunsten wohltätiger Zwecke, die zudem in eine Periode wirtschaftlicher und finanzieller Schwierigkeiten fiel. In jedem Bundesstaat wurden Unterstützungskomitees gegründet, oftmals mit dem Gouverneur oder einer anderen prominenten Persönlichkeit als Vorsitzenden. In jeder größeren Stadt förderte ein Ortskomitee den Sammelfeldzug, bei Festessen wurden zum Preis von 100 bis 500 Dollar einfache Mahlzeiten serviert, von der Art, wie sie Kinder von den Hilfswerken in Europa erhielten – allerdings mit der Möglichkeit eines Nachschlags. Nach einer Schätzung spendeten mehr als sieben Millionen Menschen, von John D. Rockefeller (2 Mio. Dollar) bis zu den amerikanischen Schulkindern (zusammen 0,6 Mio. Dollar). Die Kampagne selbst kostete 0,68 Mio. Dollar (2,31 % des Gesamtergebnisses).

## Nachweise
- Frank M. Surface / Raymond L. Bland: American Food in the World War and Reconstruction Period. Operations of the Organizations Under the Direction of Herbert Hoover 1914 to 1924, Stanford University Press, Stanford 1931, S. 78
- Hermann Stöhr: So half Amerika. Die Auslandshilfe der Vereinigten Staaten 1812–1930, Ökumenischer Verlag, Stettin 1936, S. 161–163
- Herbert Hoover: Memoiren (Bd. 2). Das Kabinett und die Präsidentschaft 1920–1933, Matthias-Grünewald-Verlag, Mainz 1952, S. 23–24